# 루홀라 호메이니 묘

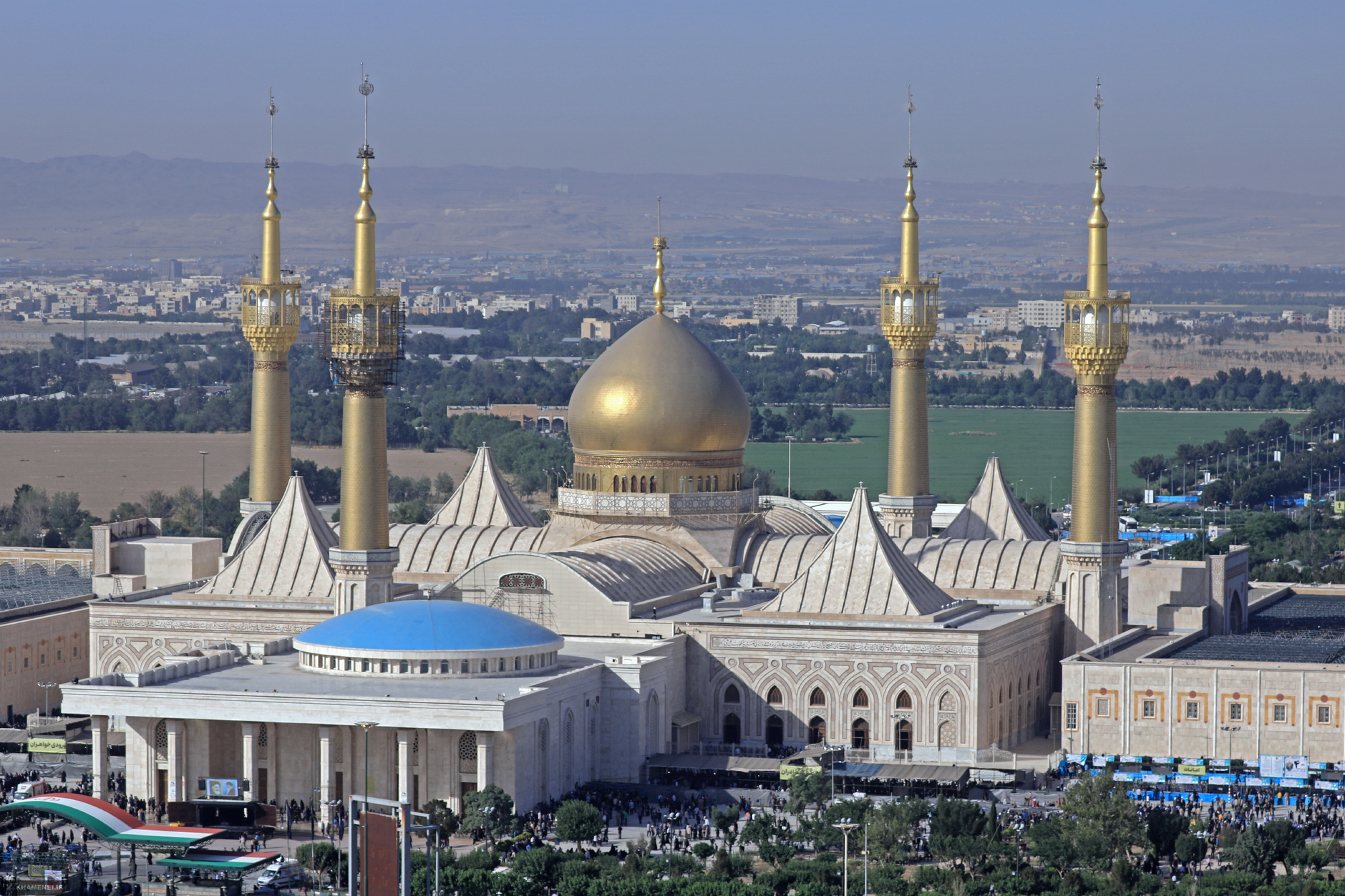
호메이니 묘역의 본관 모습, 2023년 촬영

루홀라 호메이니 묘(페르시아어: آرامگاه روح‌الله خمینی)는 1989년 사망한 루홀라 호메이니의 시신을 안치한 이란의 수도 테헤란에 있는 묘소이자 그를 기리는 이슬람 사원이다.
이란 최대의 공동묘지 '베헤시트 에 자흐라'(Behesht-e Zahra) 인근에 위치하고 있으며, 가운데에는 거대한 황금 돔이 올려져 있고, 네 귀퉁이에는 각각 높이 91미터에 달하는 높은 탑이 세워져 있다. 호메이니의 묘에는 호메이니 본인만이 안치되어 있는 것은 아니며, 호메이니의 아내 카제흐 사카피와, 둘째 아들 아마드 호메이니, 제4대 이란 대통령 라프산자니 등이 같은 묘역 안에 함께 매장되어 있다.
호메이니의 묘를 짓기 위한 설계 등의 건축 작업은 그가 사망한 1989년 무렵부터 시작되었으나, 소요된 예산과 건축기간 등에 관해서는 명확히 공개된 정보가 없다.:210 호메이니 본인의 묘 자체는 이른 시기에 완공되었음에도 묘역에는 여러 사원 건축물들이 덧붙여지며 그의 사후 약 30년이 넘도록 확장공사가 계속되었다.
무슬림이 아니여도 입장이 가능하다. 호메이니의 뒤를 이은 이란의 최고지도자 알리 하메네이는 1979년 이란 혁명의 반환점인 루홀라 호메이니의 귀국일(2월 1일)을 매년 기념하여 그의 묘역을 찾아 참배를 하고 있다.

## 같이 보기
- 루홀라 호메이니
- 2017년 테헤란 테러